# Pseudomugil tenellus
Pseudomugil tenellus is een straalvinnige vissensoort uit de familie van de blauwogen (Pseudomugilidae). De wetenschappelijke naam van de soort is voor het eerst geldig gepubliceerd in 1964 door Taylor.